# Gabinet Frieden
El Gabinet Frieden va formar el govern de Luxemburg del 25 de març de 1958 al 23 de febrer de 1959 amb la mort de Pierre Frieden. Va ser una coalició entre el Partit Popular Social Cristià (CSV), i el Partit Socialista dels Treballadors (LSAP).

## Composició
| Nom   | Nom            | Partit | Càrrec |
| ----- | -------------- | ------ | --- |
|       | Pierre Frieden | CSV    | Primer Ministre Ministre d'Educació Nacional Ministre de Població y Família Ministre de Religió, Arts i Ciències Ministre de l'Interior |
|       | Joseph Bech    | CSV    | Ministre d'Afers Exteriors Ministre de Viticultura                                                                                      |
|       | Victor Bodson  | LSAP   | Ministre de Justícia Ministre d'Obres Públiques Ministre de Transpots                                                                   |
|       | Nicolas Biever | LSAP   | Ministre de Treball, Seguretat Social, Mines i Assistència Social                                                                       |
|       | Pierre Werner  | CSV    | Ministre de Finances Ministre de Defensa                                                                                                |
|       | Émile Colling  | CSV    | Ministre d'Agricultura Ministre de Salut Pública                                                                                        |
|       | Paul Wilwertz  | LSAP   | Ministre d'Afers Econòmics |
|       | Henry Cravatte | LSAP   | Secretari d'Estat d'Afers Econòmics |
| Font: |                |        | |